# Cantonul Toulouse-10
Cantonul Toulouse-10 este un canton din arondismentul Toulouse, departamentul Haute-Garonne, regiunea Midi-Pyrénées, Franța.